# 1935-ös Grand Prix-szezon
Az 1935-ös Grand Prix-szezon volt a Grand Prix-versenyzés huszonnyolcadik idénye. A győztes a német Rudolf Caracciola lett.

## Résztvevők

### Csapatok

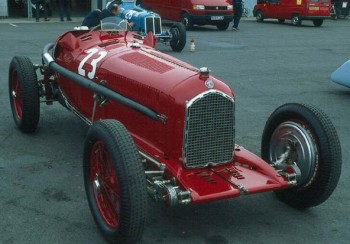
A Scuderia Ferrari autója. A csapat ekkor még az Alfa Romeo versenyistállója volt

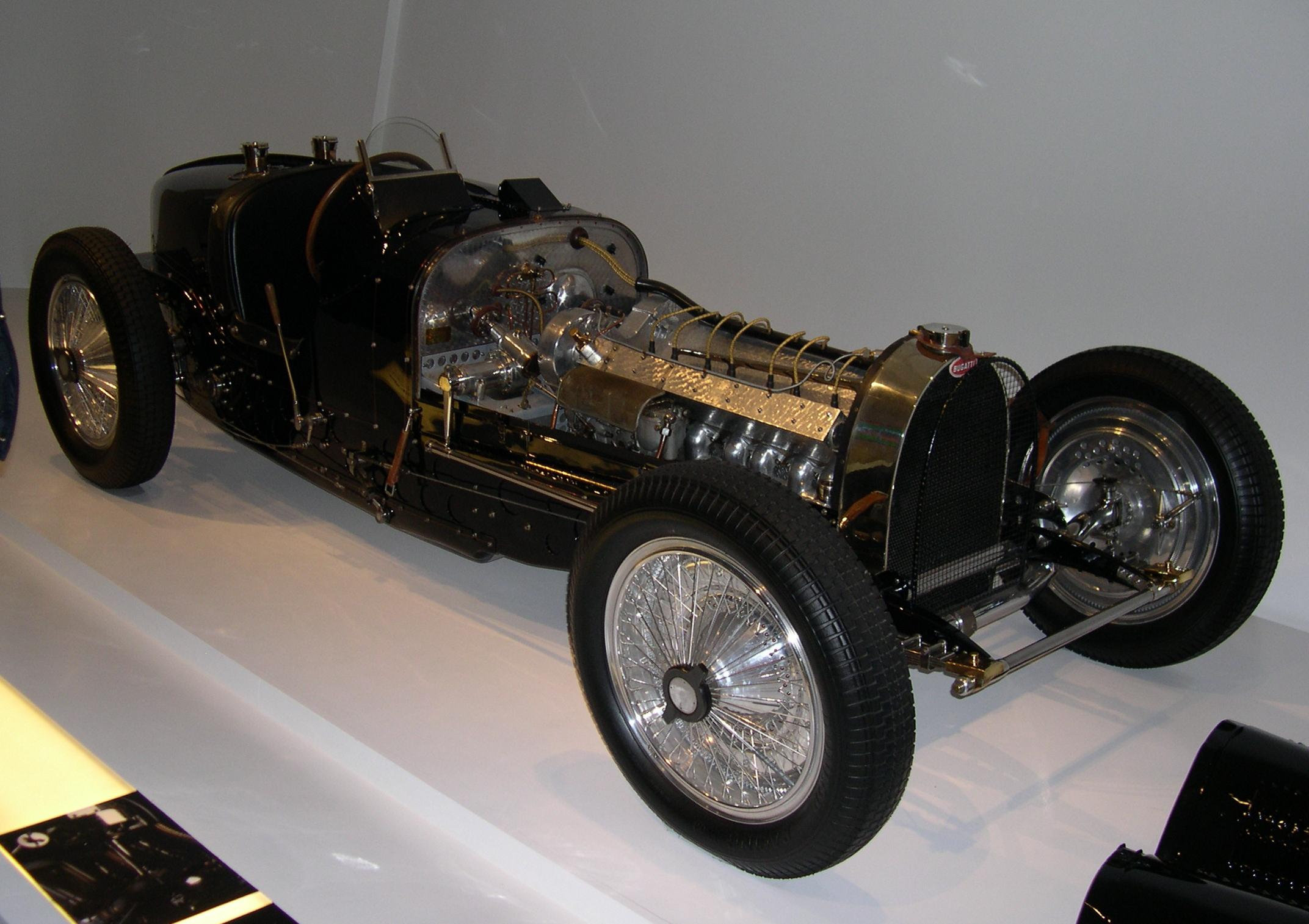
A Bugatti, a képen a Type 59 nevű modelljével

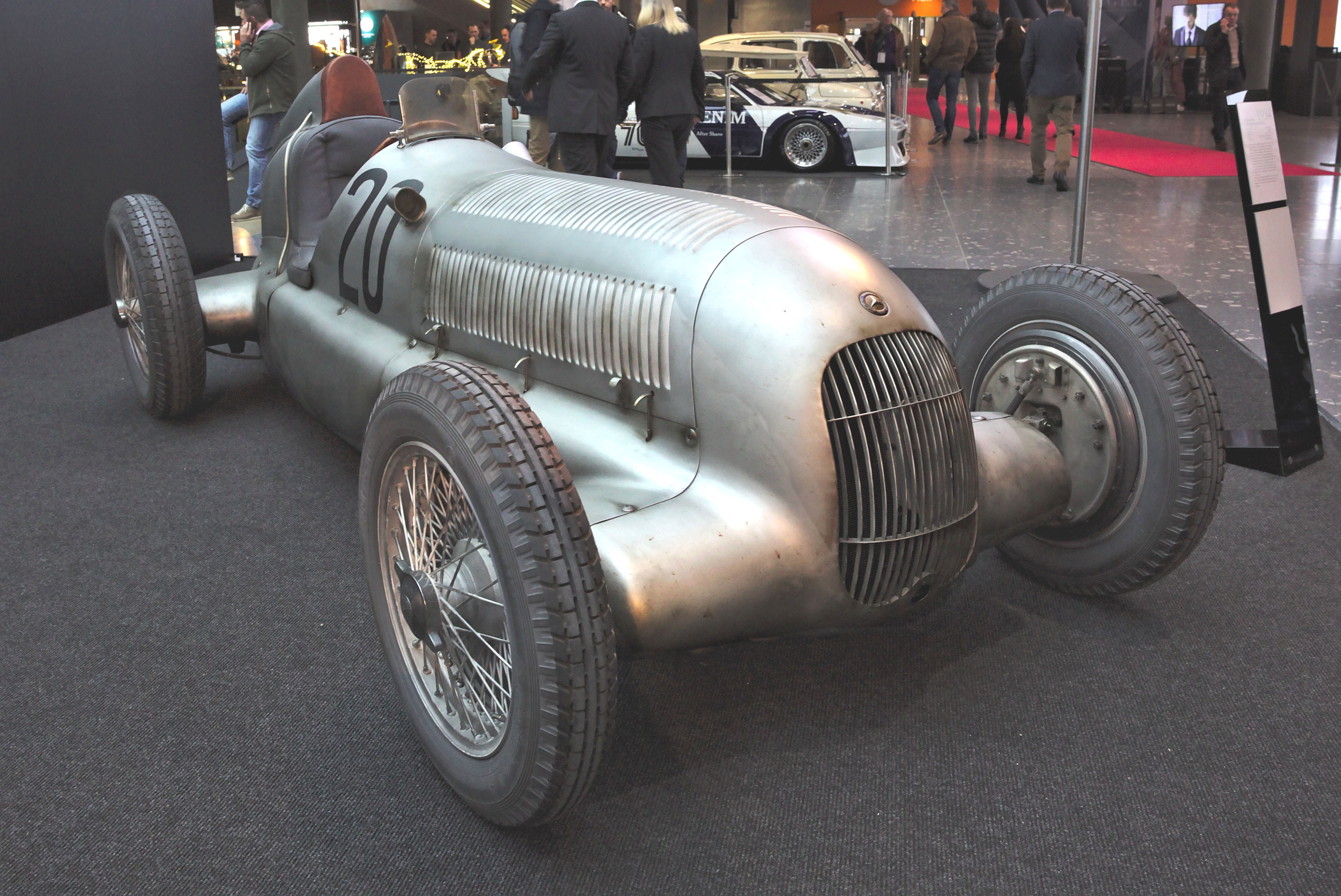
Mercedes-Benz W25

#### Gyári csapatok
| Csapat             | Konstruktőr   | Kasztni           | Motor                             | Versenyzők              |
| ------------------ | ------------- | ----------------- | --------------------------------- | ----------------------- |
| Daimler-Benz AG    | Mercedes-Benz | W25               | 3.7/4.0/4.3 Straight-8            | Rudolf Caracciola       |
| Daimler-Benz AG    | Mercedes-Benz | W25               | 3.7/4.0/4.3 Straight-8            | Luigi Fagioli           |
| Daimler-Benz AG    | Mercedes-Benz | W25               | 3.7/4.0/4.3 Straight-8            | Manfred von Brauchitsch |
| Daimler-Benz AG    | Mercedes-Benz | W25               | 3.7/4.0/4.3 Straight-8            | Hermann Lang            |
| Daimler-Benz AG    | Mercedes-Benz | W25               | 3.7/4.0/4.3 Straight-8            | Hanns Geier             |
| Auto Union         | Auto Union    | B                 | 4.9/5.6 V16                       | Hans Stuck              |
| Auto Union         | Auto Union    | B                 | 4.9/5.6 V16                       | Bernd Rosemeyer         |
| Auto Union         | Auto Union    | B                 | 4.9/5.6 V16                       | Achille Varzi           |
| Auto Union         | Auto Union    | B                 | 4.9/5.6 V16                       | Paul Pietsch            |
| Scuderia Ferrari   | Alfa Romeo    | Tipo B "P3" 8C-35 | 3.2/3.8 Straight-8 3.8 Straight-8 | Tazio Nuvolari          |
| Scuderia Ferrari   | Alfa Romeo    | Tipo B "P3" 8C-35 | 3.2/3.8 Straight-8 3.8 Straight-8 | René Dreyfus            |
| Scuderia Ferrari   | Alfa Romeo    | Tipo B "P3" 8C-35 | 3.2/3.8 Straight-8 3.8 Straight-8 | Louis Chiron            |
| Scuderia Ferrari   | Alfa Romeo    | Tipo B "P3" 8C-35 | 3.2/3.8 Straight-8 3.8 Straight-8 | Attilio Marinoni        |
| Scuderia Ferrari   | Alfa Romeo    | Tipo B "P3" 8C-35 | 3.2/3.8 Straight-8 3.8 Straight-8 | Antonio Brivio          |
| Scuderia Subalpina | Maserati      | 6C-34 V8-RI       | 3.2 Straight-6 4.2 Straight-8     | Goffredo Zehender       |
| Scuderia Subalpina | Maserati      | 6C-34 V8-RI       | 3.2 Straight-6 4.2 Straight-8     | Philippe Étancelin      |
| Scuderia Subalpina | Maserati      | 6C-34 V8-RI       | 3.2 Straight-6 4.2 Straight-8     | Pietro Ghersi           |
| Scuderia Subalpina | Maserati      | 6C-34 V8-RI       | 3.2 Straight-6 4.2 Straight-8     | Giuseppe Farina         |
| Scuderia Subalpina | Maserati      | 6C-34 V8-RI       | 3.2 Straight-6 4.2 Straight-8     | Eugenio Siena           |
| Scuderia Subalpina | Maserati      | 6C-34 V8-RI       | 3.2 Straight-6 4.2 Straight-8     | Marcel Lehoux           |
| Bugatti            | Bugatti       | T59               | 3.3 Straight-8                    | Piero Taruffi           |
| Bugatti            | Bugatti       | T59               | 3.3 Straight-8                    | Robert Benoist          |
| Bugatti            | Bugatti       | T59               | 3.3 Straight-8                    | Jean-Pierre Wimille     |
| ERA                | ERA           | B                 | 2.0 Straight-6                    | Raymond Mays            |
| ERA                | ERA           | B                 | 2.0 Straight-6                    | Ernst von Delius        |

#### Nem gyári csapatok
| Csapat                 | Konstruktőr         | Kasztni         | Motor                         | Versenyzők          |
| ---------------------- | ------------------- | --------------- | ----------------------------- | ------------------- |
| Scuderia Villapadierna | Maserati            | 8CM             | 3.0 Straight-8                | Marcel Lehoux       |
| Gruppo san Giorgio     | Alfa Romeo Maserati | Tipo B "P3" 26M | 3.0 Straight-8 2.5 Straight-8 | Renato Balestrero   |
| Luigi Soffietti        | Maserati            | 8CM             | 3.0 Straight-8                | Luigi Soffietti     |
| Luigi Soffietti        | Maserati            | 8CM             | 3.0 Straight-8                | Pietro Ghersi       |
| Earl Howe              | Bugatti Maserati    | T59 8CM         | 3.2 Straight-8 3.0 Straight-8 | Francis Curzon      |
| Earl Howe              | Bugatti Maserati    | T59 8CM         | 3.2 Straight-8 3.0 Straight-8 | Brian Lewis         |
| Gino Rovere            | Maserati            | 6C-34           | 3.7 Straight-6                | Giuseppe Farina     |
| Franco Sardi           | Alfa Romeo          | Tipo B "P3"     | 2.9 Straight-8                | Ferdinando Barbieri |

### Privát
| Versenyző        | Konstruktőr | Kasztni     | Motor          | Versenyek     |
| ---------------- | ----------- | ----------- | -------------- | ------------- |
| Raymond Sommer   | Alfa Romeo  | Tipo B "P3" | 3.2 Straight-8 | BEL, SUI, ESP |
| Hartmann László  | Maserati    | 8CM         | 3.0 Straight-8 | GER, SUI      |
| Hans Rüesch      | Maserati    | 8CM         | 3.0 Straight-8 | GER           |
| Genaro Léoz-Abad | Bugatti     | ?           | ?              | ESP           |

## Versenyek

### Európa-bajnoki versenyek
| # | Verseny         | Helyszín          | Időpont        | Győztes versenyző | Győztes csapat | Összefoglaló |
| - | --------------- | ----------------- | -------------- | ----------------- | -------------- | ------------ |
| 1 | belga nagydíj   | Spa-Francorchamps | Július 14.     | Rudolf Caracciola | Mercedes-Benz  | Összefoglaló |
| 2 | német nagydíj   | Nürburgring       | Július 28.     | Tazio Nuvolari    | Alfa Romeo     | Összefoglaló |
| 3 | svájci nagydíj  | Bremgarten        | Augusztus 25.  | Rudolf Caracciola | Mercedes-Benz  | Összefoglaló |
| 4 | olasz nagydíj   | Monza             | Szeptember 8.  | Hans Stuck        | Auto Union     | Összefoglaló |
| 5 | spanyol nagydíj | Lasarte           | Szeptember 22. | Rudolf Caracciola | Mercedes-Benz  | Összefoglaló |

### Nem Európa-bajnoki versenyek
A Grandes Épreuves-nek nevezett versenyek sárga háttérrel szerepelnek.
| Verseny                   | Helyszín       | Időpont        | Győztes versenyző          | Győztes csapat | Összefoglaló |
| ------------------------- | -------------- | -------------- | -------------------------- | -------------- | ------------ |
| norvég nagydíj            | Bogstad, Oslo  | Február 10.    | Per Victor Widengren       | Alfa Romeo     | Összefoglaló |
| Vallentunaloppet          | Vallentnasjön  | Február 17.    | Per Victor Widengren       | Alfa Romeo     | Összefoglaló |
| paui nagydíj              | Pau            | Február 24.    | Tazio Nuvolari             | Alfa Romeo     | Összefoglaló |
| monacói nagydíj           | Monaco         | Április 22.    | Luigi Fagioli              | Mercedes-Benz  | Összefoglaló |
| Targa Florio              | Madonie        | Április 28.    | Antonio Brivio             | Alfa Romeo     | Összefoglaló |
| tunéziai nagydíj          | Karthágó       | Május 5.       | Achille Varzi              | Auto Union     | Összefoglaló |
| tripoli nagydíj           | Mellaha        | Május 12.      | Rudolf Caracciola          | Mercedes-Benz  | Összefoglaló |
| finn nagydíj              | Eläintarharata | Május 12.      | Karl Ebb                   | Mercedes-Benz  | Összefoglaló |
| bergamói nagydíj          | Bergamo        | Május 19.      | Tazio Nuvolari             | Alfa Romeo     | Összefoglaló |
| Avusrennen                | AVUS           | Május 26.      | Luigi Fagioli              | Mercedes-Benz  | Összefoglaló |
| Picardy nagydíj           | Péronne        | Május 26.      | Robert Benoist             | Bugatti        | Összefoglaló |
| Orléans-i nagydíj         | Orléans        | Május 26.      | Robert Cazaux              | Bugatti        | Összefoglaló |
| Mannin Moar               | Douglas        | Május 31.      | Brian Lewis                | Bugatti        | Összefoglaló |
| UMF nagydíj               | Montlhéry      | Június 2.      | Raymond Sommer             | Alfa Romeo     | Összefoglaló |
| Rio de Janeiro-i nagydíj  | Gávea          | Június 2.      | Riccardo Carú              | Fiat           | Összefoglaló |
| biellai nagydíj           | Biella         | Június 9.      | Tazio Nuvolari             | Alfa Romeo     | Összefoglaló |
| Grand Prix des Frontières | Chimay         | Június 9.      | Rudolf Steinweg            | Bugatti        | Összefoglaló |
| Eifelrennen               | Nürburgring    | Június 16.     | Rudolf Caracciola          | Mercedes-Benz  | Összefoglaló |
| francia nagydíj           | Montlhéry      | Június 23.     | Rudolf Caracciola          | Mercedes-Benz  | Összefoglaló |
| Penya Rhin nagydíj        | Montjuïc Park  | Június 30.     | Luigi Fagioli              | Mercedes-Benz  | Összefoglaló |
| Lorraine-i nagydíj        | Nancy          | Június 30.     | Louis Chiron               | Alfa Romeo     | Összefoglaló |
| torinói nagydíj           | Valentino Park | Július 7.      | Tazio Nuvolari             | Alfa Romeo     | Összefoglaló |
| Marne nagydíj             | Reims          | Július 7.      | René Dreyfus               | Alfa Romeo     | Összefoglaló |
| Dieppe-i nagydíj          | Dieppe         | Július 21.     | René Dreyfus               | Alfa Romeo     | Összefoglaló |
| varesei nagydíj           | Varese         | Július 21.     | Vittorio Belmondo          | Alfa Romeo     | Összefoglaló |
| Comminges nagydíj         | Saint-Gaudens  | Augusztus 4.   | Raymond Sommer             | Alfa Romeo     | Összefoglaló |
| Coppa Ciano               | Montenero      | Augusztus 4.   | Tazio Nuvolari             | Alfa Romeo     | Összefoglaló |
| Coppa Acerbo              | Pescara        | Augusztus 15.  | Achille Varzi              | Auto Union     | Összefoglaló |
| nizzai nagydíj            | Nice           | Augusztus 18.  | Tazio Nuvolari             | Alfa Romeo     | Összefoglaló |
| modenai nagydíj           | Modena         | Szeptember 15. | Tazio Nuvolari             | Alfa Romeo     | Összefoglaló |
| észt nagydíj              | Pirita-Kose    | Szeptember 15. | Karl Ebb                   | Mercedes-Benz  | Összefoglaló |
| csehszlovák nagydíj       | Brno           | Szeptember 29. | Bernd Rosemeyer            | Auto Union     | Összefoglaló |
| Coppa Edda Ciano          | Lucca          | Szeptember 29. | Mario Tadini               | Alfa Romeo     | Összefoglaló |
| doningtoni nagydíj        | Donington Park | Október 5.     | Richard Shuttleworth       | Alfa Romeo     | Összefoglaló |
| Coppa della Sila          | Cosenza        | Október 6.     | Antonio Brivio             | Alfa Romeo     | Összefoglaló |
| Mountain Championship     | Brooklands     | Október 19.    | Richard Shuttleworth       | Alfa Romeo     | Összefoglaló |
| estorili nagydíj          | Estoril        | Október 20.    | Francisco Ribeiro Ferreira | Bugatti        | Összefoglaló |

## Végeredmény
| Poz. | Versenyző               | BEL | GER | SUI | ITA | ESP | Pont |
| ---- | ----------------------- | --- | --- | --- | --- | --- | ---- |
| 1    | Rudolf Caracciola       | 1   | 3   | 1   | Ret | 1   | 11   |
| 2    | Luigi Fagioli           | 2   | 6   | 2   | Ret | 2   | 17   |
| 3    | Hans Stuck              |     | 2   | 11  | 1   | Ret | 21   |
| 4    | Tazio Nuvolari          |     | 1   | 5   | Ret | Ret | 24   |
| 5    | Manfred von Brauchitsch | Ret | 5   | Ret | Ret | 3   | 25   |
| =    | Bernd Rosemeyer         |     | 4   | 3   | Ret | 5   | 25   |
| 7    | René Dreyfus            | 4   |     | 7   | 2   |     | 26   |
| 8    | Achille Varzi           |     | 8   | 4   | Ret | Ret | 27   |
| 9    | Louis Chiron            | 3   | Ret | Ret |     | Ret | 29   |
| =    | Hermann Lang            |     | Ret | 6   | Ret |     | 29   |
| 11   | Piero Taruffi           | 6   | Ret |     | 5   |     | 31   |
| =    | Raymond Sommer          | Ret |     | 9   |     | 7   | 31   |
| =    | Paul Pietsch            |     | 9   |     | 3   |     | 31   |
| 14   | Marcel Lehoux           | 7   |     |     |     | 8   | 32   |
| =    | Robert Benoist          | 5   |     |     |     | 6   | 32   |
| 16   | Jean-Pierre Wimille     | Ret |     |     | Ret | 4   | 33   |
| 17   | Philippe Étancelin      |     | Ret | Ret | Ret |     | 34   |
| 18   | Goffredo Zehender       |     | 11  |     | Ret |     | 35   |
| =    | Pietro Ghersi           |     | 12  |     | Ret |     | 35   |
| =    | Renato Balestrero       |     | Ret | 12  |     |     | 35   |
| 21   | Hanns Geier             |     | 7   |     |     |     | 36   |
| =    | Hans Rüesch             |     | 10  |     |     |     | 36   |
| =    | Hartmann László         |     | Ret | Ret |     |     | 36   |
| =    | Giuseppe Farina         |     |     | 8   |     |     | 36   |
| =    | Francis Curzon          |     |     | 10  |     |     | 36   |
| =    | Attilio Marinoni        |     |     |     | 4   |     | 36   |
| 27   | Raymond Mays            |     | Ret |     |     |     | 37   |
| =    | Genaro Léoz-Abad        |     |     |     |     | Ret | 37   |
| 29   | Antonio Brivio          |     | Ret |     |     |     | 39   |
| =    | Ferdinando Barbieri     |     |     | Ret |     |     | 39   |
| =    | Brian Lewis             |     |     | Ret |     |     | 39   |
| =    | Eugenio Siena           |     |     |     |     | Ret | 39   |
| Poz. | Versenyző               | BEL | GER | SUI | ITA | ESP | Pont |

| Szín   | Eredmény                                                | Pont |
| ------ | ------------------------------------------------------- | ---- |
| Arany  | Győztes                                                 | 1    |
| Ezüst  | 2. helyezett                                            | 2    |
| Bronz  | 3. helyezett                                            | 3    |
| Zöld   | Teljesítette a verseny több, mint 75%-át                | 4    |
| Kék    | 50 és 75% között teljesítette a versenytávot            | 5    |
| Lila   | 25 és 50% között teljesítette a versenytávot            | 6    |
| Piros  | A versenytávnak csak kevesebb, mint 25%-át teljesítette | 7    |
| Fekete | Diszkvalifikálták (DSQ, Kiz)                            | 8    |
| Fehér  | Nem indult (DNS, NI)                                    | 9    |

## Külső hivatkozások
- The Golden Era of Grand Prix Racing : 1935 Archiválva 2022. március 15-i dátummal a Wayback Machine-ben